# Mary Lee (Jack Jersey)
Mary Lee is een single van Jack Jersey & The Jordanaires. Hij schreef het nummer met Jacques Verburgt.
Het is het derde van drie nummers dat Jersey met The Jordanaires op een single zette. Deze groep is vooral bekend geworden als achtergrondkoor van Elvis Presley. Het nummer kwam in de hitlijsten terecht van Nederland en België.
Het is een liefdeslied waarin hij Mary Lee vraagt hem met rust te laten. Ze heeft hem slecht behandeld. Hij op zijn beurt raadt haar aan om een ander te zoeken die in haar excuses trapt. In 1984 vraagt hij Mary Lee opnieuw om hem met rust te laten, dan in het nummer Tears.

## Hitnoteringen

### Nederland
| Mary Lee in de Nederlandse Top 40 van 17-5-1975 t/m 31-5-1975 | Mary Lee in de Nederlandse Top 40 van 17-5-1975 t/m 31-5-1975 | Mary Lee in de Nederlandse Top 40 van 17-5-1975 t/m 31-5-1975 | Mary Lee in de Nederlandse Top 40 van 17-5-1975 t/m 31-5-1975 | Mary Lee in de Nederlandse Top 40 van 17-5-1975 t/m 31-5-1975 |
| Week                                                          | 1                                                             | 2                                                             | 3                                                             |                                                               |
| ------------------------------------------------------------- | ------------------------------------------------------------- | ------------------------------------------------------------- | ------------------------------------------------------------- | ------------------------------------------------------------- |
| Positie                                                       | 39                                                            | 39                                                            | 38                                                            | uit                                                           |

| Mary Lee in de Nationale Hitparade van 10-5-1975 t/m 17-5-1975 | Mary Lee in de Nationale Hitparade van 10-5-1975 t/m 17-5-1975 | Mary Lee in de Nationale Hitparade van 10-5-1975 t/m 17-5-1975 | Mary Lee in de Nationale Hitparade van 10-5-1975 t/m 17-5-1975 |
| Week                                                           | 1                                                              | 2                                                              |                                                                |
| -------------------------------------------------------------- | -------------------------------------------------------------- | -------------------------------------------------------------- | -------------------------------------------------------------- |
| Positie                                                        | 28                                                             | 30                                                             | uit                                                            |

### Vlaanderen
In de Top 30 van de BRT stond de single 4 weken genoteerd en bereikte het nummer 18 als hoogste notering. In de Ultratop 30 kende het de volgende noteringen:
| Mary Lee in de Vlaamse Ultratop 30 van 3-5-1975 t/m 14-6-1975 | Mary Lee in de Vlaamse Ultratop 30 van 3-5-1975 t/m 14-6-1975 | Mary Lee in de Vlaamse Ultratop 30 van 3-5-1975 t/m 14-6-1975 | Mary Lee in de Vlaamse Ultratop 30 van 3-5-1975 t/m 14-6-1975 | Mary Lee in de Vlaamse Ultratop 30 van 3-5-1975 t/m 14-6-1975 | Mary Lee in de Vlaamse Ultratop 30 van 3-5-1975 t/m 14-6-1975 | Mary Lee in de Vlaamse Ultratop 30 van 3-5-1975 t/m 14-6-1975 | Mary Lee in de Vlaamse Ultratop 30 van 3-5-1975 t/m 14-6-1975 |
| Week                                                          | 1                                                             | 2                                                             | 3                                                             |                                                               | 4                                                             | 5                                                             |                                                               |
| ------------------------------------------------------------- | ------------------------------------------------------------- | ------------------------------------------------------------- | ------------------------------------------------------------- | ------------------------------------------------------------- | ------------------------------------------------------------- | ------------------------------------------------------------- | ------------------------------------------------------------- |
| Positie                                                       | 26                                                            | 28                                                            | 28                                                            | uit                                                           | 28                                                            | 28                                                            | uit                                                           |